# Brauereimuseum Lüneburg

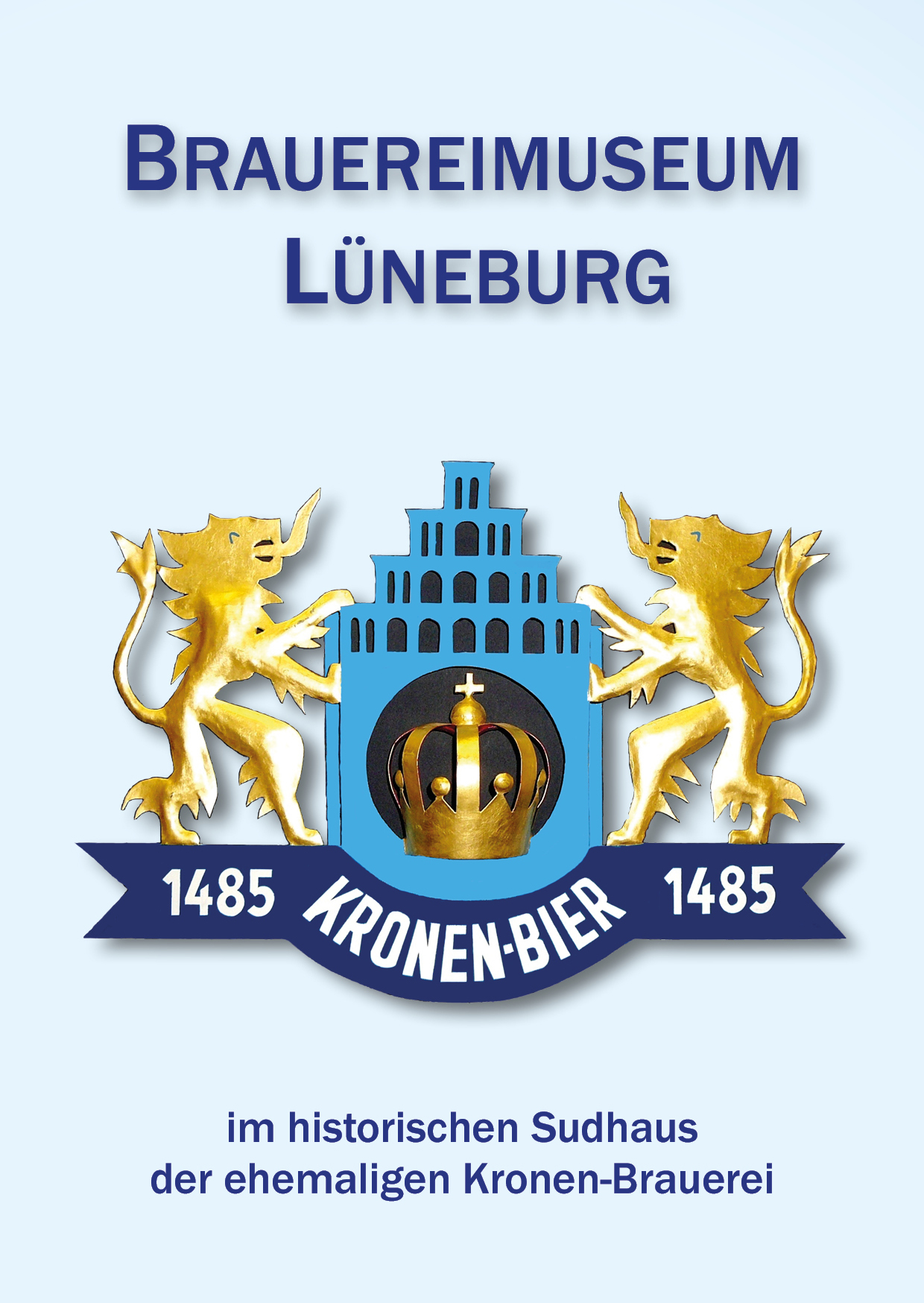
Wappen des Brauereimuseums Lüneburg

Das Brauereimuseum Lüneburg befindet sich im Sudhaus der ehemaligen Lüneburger Kronen-Brauerei in der Heiligengeiststraße. Das mitten in der historischen Altstadt gelegene Museum thematisiert die Geschichte des Bierbrauens in der Hansestadt Lüneburg. Das Museum wurde am 14. Mai 1985 eröffnet und befindet sich heute auf den Liegenschaften des Ostpreußischen Landesmuseums, von dem es verwaltet wird.

## Lüneburger Kronenbrauerei
Die Hansestadt Lüneburg verdankt ihren frühen Reichtum dem Salzhandel, zeitgleich gab es in der Stadt 80 Brauhäusern, die hier im ausgehenden Mittelalter Bier brauten. Eines dieser Brauhäuser war das Brauhaus von Thomas Lampe in der Heiligengeiststraße. Erstmals urkundlich erwähnt wurde das Brauhaus im Jahr 1485, Lampe gilt somit als der Ahnherr der Lüneburger Kronenbrauerei.
Ihm folgten viele Brauherren, bis 1890 Hermann Möllering die Geschicke der Brauerei übernahm. Er war der erste Kaufmann in der langen Lüneburger Biergeschichte. Möllering modernisierte sowohl die Anlagen als auch den Vertrieb und wandelte das Unternehmen 1904 in eine Aktiengesellschaft um. 1903 errichtete er das Sudhaus, in dem sich heute das Brauereimuseum befindet.

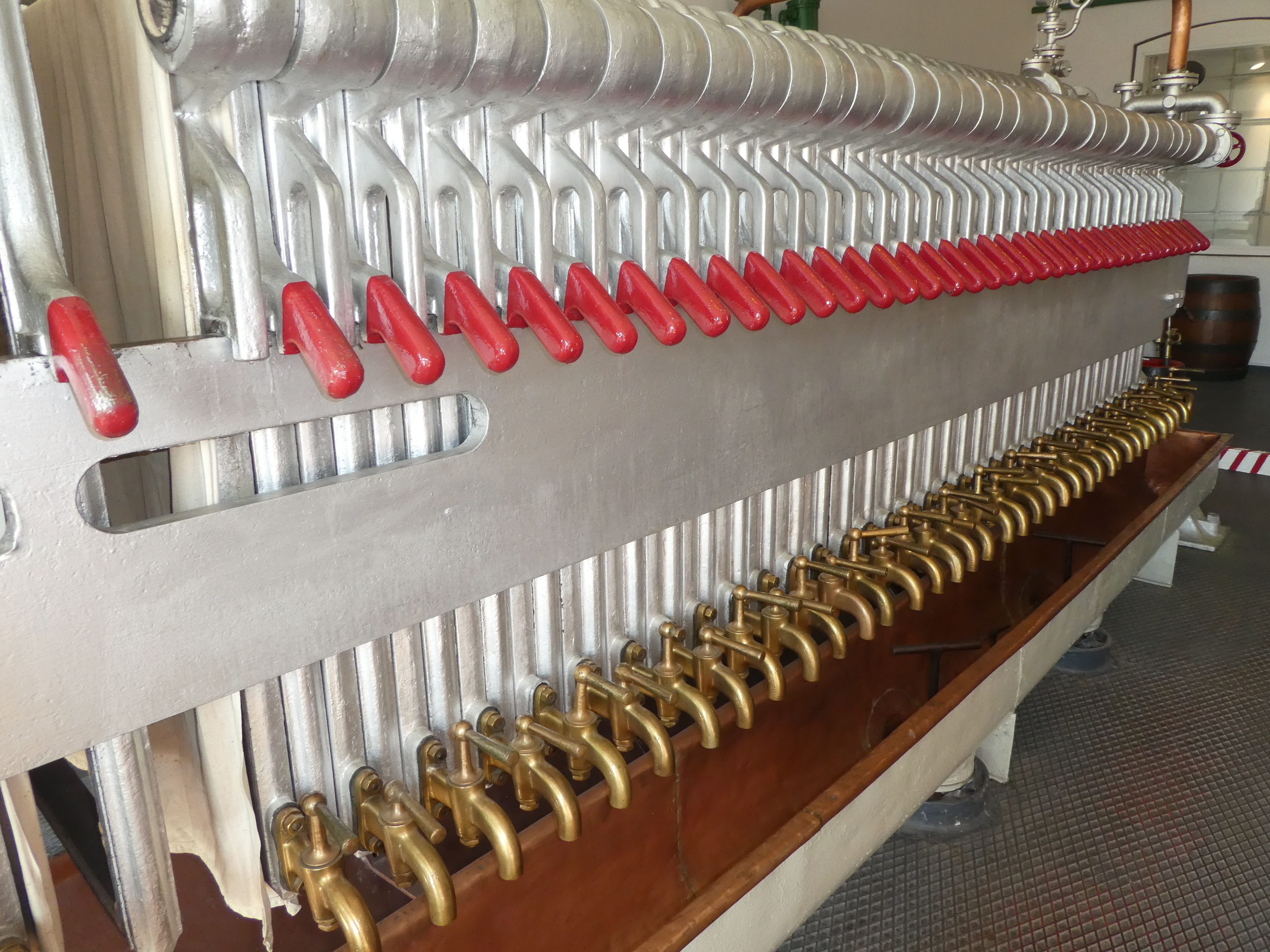
Maischefilter im Brauereimuseum Lüneburg

Nach einer langjährigen Kooperation wurde die expandierende Kronen-Brauerei 1974 von der Holsten-Brauerei übernommen. Die Kronen-Brauerei in der Heiligengeiststraße stieß bald an ihre Kapazitätsgrenze und Erweiterungen waren aufgrund der räumlichen Enge nicht mehr möglich. Kurz vor ihrem 500-jährigen Bestehen zog sie 1980/81 in das Industriegebiet Hafen Lüneburg um.
Die Produktionsgebäude wurden abgerissen und nur die historischen Brauereigebäude in der Heiligengeiststraße 39–41 und das 1903 erbaute Sudhaus, das „Herzstück“ der Brauerei, blieben als Industriedenkmal stehen. Es wurde 1985 als Brauereimuseum eröffnet.
Auf dem frei gewordenen Gelände entstand u. a. ein Neubau für das Ostpreußische Landesmuseum, das 1987 eröffnet wurde und von dem das Brauereimuseum heute betreut wird.

## Ausstellung
Herzstück des Brauereimuseums bilden die beiden kupfernen Sudkessel der historischen Brauerei. Mit zahlreichen Objekten und Gerätschaften werden Einblicke in das Brauereihandwerk bis zu den Anfängen der industriellen Produktion geboten. Schrittweise erfolgt die Veranschaulichung des Brauprozesses vom „Halm zum Bier“. Darüber hinaus wird beispielsweise die Arbeit im Brauereilabor, in der Böttcherei und der Flaschen- und Fassabfüllung dargestellt.
Der Besucher erhält so einen Einblick in die Brautechnik aus dem späten 19. Jahrhundert bis in die 1970er Jahre, die Arbeitsbedingungen im 20. Jahrhundert und als Verknüpfung zum Ostpreußischen Landesmuseum, die Geschichte des Brauwesens in Ostpreußen.

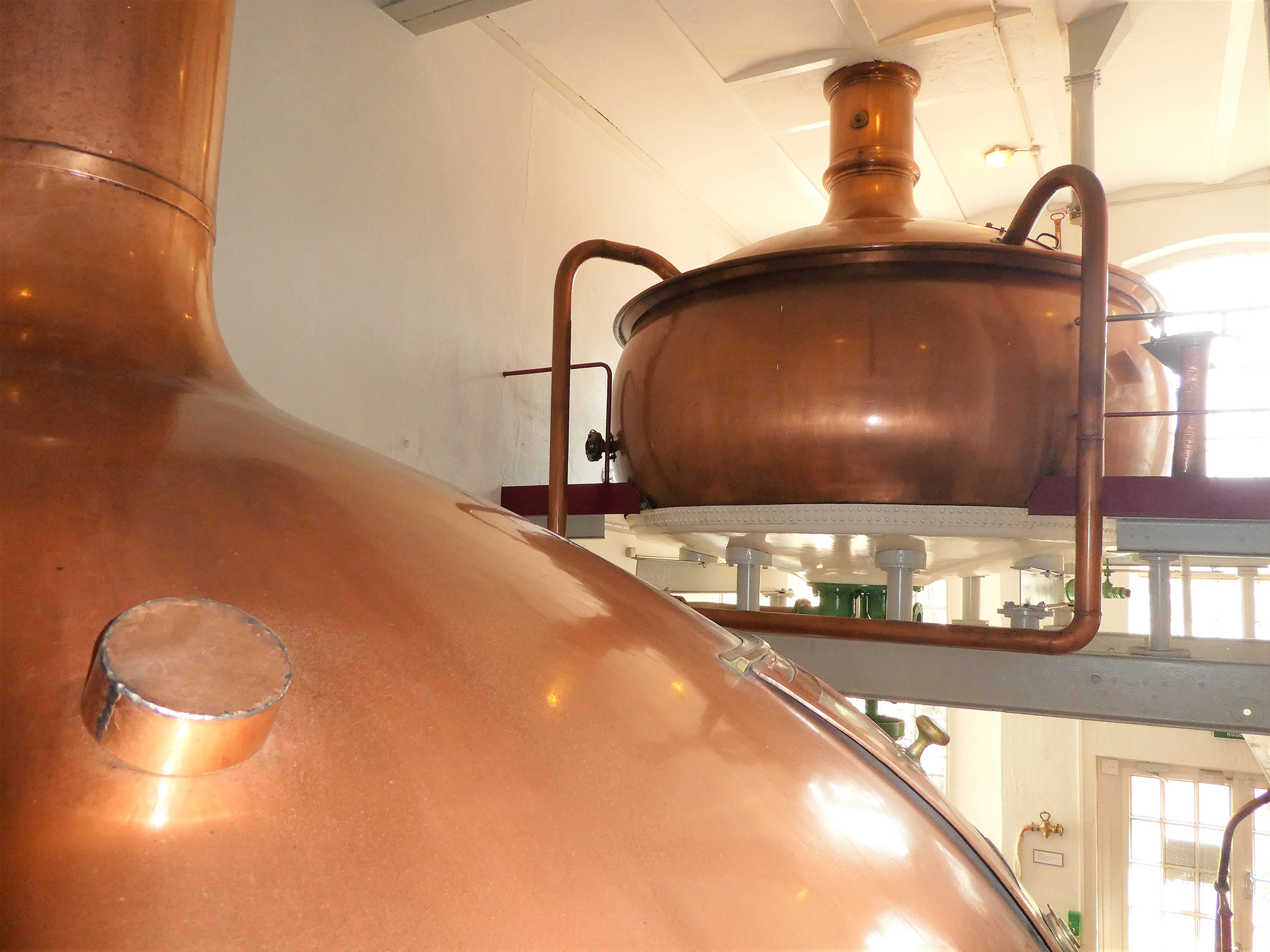
Die beiden originalen Sudkessel